# Vickers Vimy
O Vickers Vimy foi um bombardeiro pesado britânico da Primeira Guerra Mundial e pós guerra. Tendo servido com sucesso tanto como aeronave militar e civil, marcando vários recordes notáveis em voos de longa distância no período entre-guerras, o mais notável destes recordes foi a travessia sem escalas do Oceano Atlântico realizada por Alcock e Brown em junho de 1919.

## Variantes
- F.B.27 Vimy
- F.B.27A Vimy II
- Vimy Ambulance
- Vimy Commercial
- A.N.F. 'Express Les Mureaux'

## Operadores
Militares
- Reino Unido

Civis
- Taiwan
- França
- Espanha
- Reino Unido
- União Soviética